# Скейтерская обувь
Скейтерская обувь — обувь, специально производимая для скейтбординга.

## Виды

### Кроссовки
Являются более повседневной и удобной обувью, часто производятся из текстиля, уступают кедам в прочности и износостойкости.

### Кеды
От обычных кед скейтерские отличаются тем, что производятся из замши, нубука (реже из кожи), что позволяет им не терять вид и не так быстро изнашиваться при соприкосновении с доской и шкуркой. Они более плотно держат лодыжку при катании, что позволяет избежать многих травм. Такая обувь имеет абсолютно плоскую резиновую подошву с мелким протектором для лучшего сцепления. Также некоторые фирмы используют технологию вулканизированной подошвы. Особенность вулканизированной подошвы заключается в том, что она проходит два этапа производства: сначала резину подвергают температурным нагрузкам и прессуют, а затем «выпекают» по второму разу с помощью пара, чтобы добиться как прочности, так и эластичности материала. Кеды часто имеют пухлые мягкие языки и прочие мягкие элементы, защищающие стопы от ударов доской. Часто присутствуют мягкие и широкие шнурки, которые могут держаться на месте незавязанными. Отчасти из-за этого кеды для скейтборда зачастую называют просто «тапки».
Существует также много моделей кед, схожих по дизайну, производимых из различного текстиля. Подобные модели как и кроссовки являются больше повседневной обувью, так как текстильная обувь быстро выходит из строя при выполнении трюков и соприкосновения со шкуркой.